# Temporada da WTA de 1974
O WTA Tour de 1974 foi composto pelo quarto Virginia Slims Circuit anual e pelo "Women's International Grand Prix", uma turnê de torneios de tênis para tenistas femininas, patrocinada pelos cigarros Virginia Slims. A WTA assinou seu primeiro contrato de transmissão de televisão em 1974, com a rede de transmissão CBS com Brent Musburger como apresentador.

 Chris Evert ganhou 16 títulos na temporada.

## Títulos por país
| Legenda                     |
| --------------------------- |
| Torneios Grand Slam         |
| Eventos Virginia Slims      |
| Circuito Virginia Slims     |
| Commercial Union Grand Prix |
| Outros eventos              |
| Eventos por equipe          |

| Total | País                  | S | D | DM | S | D | S  | D | S  | D  | DM |
| ----- | --------------------- | - | - | -- | - | - | -- | - | -- | -- | -- |
| 31    | Estados Unidos (USA)  | 3 | 4 | 2  | 0 | 1 | 12 | 9 | 15 | 14 | 2  |
| 7     | Austrália (AUS)       | 1 | 2 | 0  | 1 | 0 | 1  | 2 | 3  | 4  | 0  |
| 6     | Países Baixos (NED)   | 0 | 0 | 0  | 0 | 0 | 0  | 6 | 0  | 6  | 0  |
| 6     | França (FRA)          | 0 | 0 | 0  | 0 | 0 | 0  | 4 | 0  | 4  | 0  |
| 3     | União Soviética (URS) | 0 | 1 | 0  | 0 | 0 | 1  | 1 | 1  | 2  | 0  |
| 3     | Checoslováquia (TCH)  | 0 | 0 | 1  | 0 | 0 | 1  | 1 | 1  | 1  | 1  |
| 3     | Grã-Bretanha (GBR)    | 0 | 0 | 0  | 0 | 0 | 2  | 1 | 2  | 1  | 0  |
| 1     | Colômbia (COL)        | 0 | 0 | 0  | 0 | 0 | 0  | 1 | 0  | 1  | 0  |